# Communes de la province de Catanzaro
Liste des 80 communes de la Province de Catanzaro, dans la région Calabre, en Italie.
- Haut – A
- B
- C
- D
- E
- F
- G
- H
- I
- J
- K
- L
- M
- N
- O
- P
- Q
- R
- S
- T
- U
- V
- W
- X
- Y
- Z

## A
- Albi
- Amaroni
- Amato
- Andali
- Argusto

## B
- Badolato
- Belcastro
- Borgia
- Botricello

## C
- Caraffa di Catanzaro
- Cardinale
- Carlopoli
- Catanzaro
- Cenadi
- Centrache
- Cerva
- Chiaravalle Centrale
- Cicala
- Conflenti
- Cortale
- Cropani
- Curinga

## D
- Davoli
- Decollatura

## F
- Falerna
- Feroleto Antico
- Fossato Serralta

## G
- Gagliato
- Gasperina
- Gimigliano
- Girifalco
- Gizzeria
- Guardavalle

## I
- Isca sullo Ionio

## J
- Jacurso

## L
- Lamezia Terme

## M
- Magisano
- Maida
- Marcedusa
- Marcellinara
- Martirano
- Martirano Lombardo
- Miglierina
- Montauro
- Montepaone
- Motta Santa Lucia

## N
- Nocera Terinese

## O
- Olivadi

## P
- Palermiti
- Pentone
- Petrizzi
- Petronà
- Pianopoli
- Platania

## S
- San Floro
- San Mango d'Aquino
- San Pietro Apostolo
- San Pietro a Maida
- San Sostene
- San Vito sullo Ionio
- Sant'Andrea Apostolo dello Ionio
- Santa Caterina dello Ionio
- Satriano
- Sellia
- Sellia Marina
- Serrastretta
- Sersale
- Settingiano
- Simeri Crichi
- Sorbo San Basile
- Soverato
- Soveria Mannelli
- Soveria Simeri
- Squillace
- Stalettì

## T
- Taverna
- Tiriolo
- Torre di Ruggiero

## V
- Vallefiorita

## Z
- Zagarise